# Louis-Marie Ponty
Pour les articles homonymes, voir Ponty.
Louis-Marie Ponty, né le 26 janvier 1803 à Paris où il est mort le 24 décembre 1879, est un ouvrier, poète, chansonnier et goguettier français.
Il fait partie du mouvement Saint-simonien ; il est un ami de l'ouvrier poète et philosophe Louis Gabriel Gauny.
La plus grande partie de son œuvre est restée manuscrite. Il s'agit de trente ans d'écritures journalières comprenant de très nombreux poèmes et textes en proses. Ils n'ont pas été conservés et sont perdus.

## Biographie
Louis-Marie Ponty, fils d'un artisan qui meurt alors qu'il est encore enfant, est élevé par sa mère qui est successivement marchande des quatre saisons, blanchisseuse et femme de ménage, . Il apprend à lire auprès d'un ancien conventionnel, Bréard,.
Ponty est apprenti forgeron en 1826, puis ouvrier chiffonnier et vidangeur de fosses dans les années 1830. Il adhère au saint-simonisme, participe aux goguettes et écrit des chansons. L'une d'entre elles Le Chiffonnier du Parnasse, devient populaire, elle est « chantée partout, on l'entend sur les places publiques et dans les sociétés chantantes ». Il participe en 1841 au recueil publié par le saint-simonien Olinde Rodrigues Poésie sociale des ouvriers, et signe ses poèmes « L. M. Ponty, ouvrier en vidanges » ; selon Baillet, à ses amis qui s'insurgent contre ce métier dégradant, Ponty répondait : « — Bah ! on n'y pense pas ! et puis j'ai toutes mes journées à moi pour aller bouquiner sur les quais ou pour écrire en plein soleil ! » ; son ami Louis Gabriel Gauny, également poète-ouvrier, craint cependant que ce travail ne le détruise et des mécènes de la mouvance saint-simonienne lui obtiennent un emploi aux chemins de fer. George Sand écrit au sujet des poèmes de Ponty qu'il s'agit « de vers doués d'individualité, d'originalité intime et profonde » et ajoute « Si la profession qu'il exerce, celle d'ouvrier en vidanges, faisait reculer d'horreur certains oisifs, nous leur dirions que, dans l'enfer de Rabelais, la belle reine Cléopâtre est laveuse de vaisselle. La société actuelle ressemble un peu à cet enfer puis qu'un homme comme M. Ponty [...], capable d'écrire des vers que signeraient Victor Hugo et Lamartine [...] a été, par le hasard de sa naissance, livré à cette profession. ».  
Ponty entretient une correspondance avec Béranger, Michelet et George Sand ; il écrit dans Le Bon Sens.

## Œuvres publiées de son vivant
- Poèmes « Doutes », « Les Truands modernes » et « Avenir », dans Poésies sociales des ouvriers, réunies et publiées par Olinde Rodrigues, Paris, Paulin, 1841, p. 95-122 Lire en ligne sur Gallica.